# Agrilus cuspidatus
Agrilus cuspidatus es una especie de insecto del género Agrilus, familia Buprestidae, orden Coleoptera.
Fue descrita científicamente por Fåhraeus in Boheman, 1851.